# جبال الناخ
 جبل ناخ   (بالفارسية:  كوه ناخ) بالإنجليزية: Nakh mountain ) ، (ارتفاعه بين 4800 – 5000 قدم.يمتد من الشرق إلى الغرب بطول تقريبي 55 كيلومتراً) يقع في الجزء الشمالي من ناحية كوخرد، يحده شمالاً قمته المسمى بـ« چُک تُرُه »  وتعني عظمة ابن آوى، وشرقاً وادي « دره ناخ »  وجنوباً سدشمو الذي تحيط به هضاب صخرية منخفضة تشكل « جبل دراخي » ثم قرية كوخرد مركز البلدة.
الارتفاع الوسطي للجبل يتراوح بين 800 إلى 900 م وأعلى قمة فيه هي « قمة چُک تُرُه »  وترتفع بحوالي 5100 قدم، وتقع في قسمه الشمالي. يعتبر جبل ناخ  امتداداً جغرافياً للسلاسل الجبال لمدينة بستك الشرقية.
يعتبر جبل ناخ أحد أماكن التنزه والترفيه المحيطة بمدينة بستك وناحية كوخرد وقرية زنكارد، بأطلالته الجميلة، وخصوصاً في فصل الشتاء. وتقع قرية زنكارد في المنحدر الشمالي من الجبل.
« جبل ناخ » يمتد من « جبل هرمزان » و« جبل كج » في جنوب شرقي مدينة بستك، مطل على سهل صحراء خلوص، في شمال الغربي وادي كرون، متجهة شرقاً إلى « وادي ماء غني » حتى جبال لاور. وهو بذلك يشكل القسم الأكبر والأهم والأعلى من سلسلة جبال الناخ التي تمتد بين ناحية كوخرد والبلدة المركزية، ويحـدّه من الشرق منطقة كنار زرد وهضبة « وادي ناصر ».

## المنطقة الحصينة
تعتبر ناحية كوخرد منطقة حصينة تحيط بها جبال شاهقة من جهتي الشمال والجنوب، وسلسلة جبال الناخ المحيطة بها من جهة الشمال والتي طولها حوالي (55) كيلومتراً من الشرق إلى الغرب، وعرضها في أجزائها الشرقية بحدود (9) كيلومترات، بينما يصل إلى (37) كيلومتراً في أقسامها الوسطى الغربية، وبالتالي تشكل جدارا جبليا هاما يفصل بين « ناحية كوخرد » وباقي القرى التابعة لها.
وتبرز أهمية هذا الجدار إذا نظرنا إلى ارتفاعاته المتوسطة التي تقارب ال(800 إلى 900) متراً، وقارًّناها بارتفاع الداخل الغربي الذي يحوم حول (100 إلى 200) متراً وسطياً، أو أقل من ذلك باتجاه ضفاف نهر مهران مما يعطي الناظر إلى الجبال من الشرق مشهد جبال عالية، خاصة وأن الانتقال من الأراضي الشرقية المنبسطة إلى الجبال يتم فجأة وبزاوية قاسية وانقطاع في انحدار السطوح. 
تدخل كتلة رؤوس جبال الناخ في زمرة الجبال المتوسطة والمنخفظة، نظرا لارتفاعاتها الوسطية التي تحوم حول (700 إلى 900) متر فوق مستوى البحر.
والملاحظ أن أكبر الارتفاعات تقع في الأجزاء الجنوبية، ابتداءً بجبل بل تير (كوه خآب) وانتهاءً بالجبل الأبيض في أقصى الجنوب، فتصل إلى (1022) مترا في جبل بل تير، و(1380) متراً في جبل دسك، ثم (6000) متراً في جبل الأبيض، وهو أعلى قمة جبلية في بخش كوخرد.
وتكثر فيها قطعان الوعول والغزلان بالإضافة إلى الطيور بأنواعها المختلفة.
لذلك تعتبر ضيعة كوخرد منطقة جبلية بها هضاب وسهول تمثل أراضي زراعية خصبة صالحة للزراعة. ويزرع في بخش كوخرد جميع أنواع الخضروات والحمضيات والبقول.

## وصلات خارجية
- سد بست كز
- سهل أوه شیرینو
- استراحة روضه
- جبل زیر
- جبل دسك
- جبل خآب